# Řenče
Řenče (en allemand : Rentsch) est une commune du district de Plzeň-Sud, dans la région de Plzeň, en République tchèque. Sa population s'élevait à 904 habitants en 2022.

## Géographie
Řenče se trouve à 6 km à l'est de Přeštice, à 18 km au sud-sud-est de Plzeň et à 92 km à l'ouest-sud-ouest de Prague.
La commune est limitée par Dolní Lukavice et Netunice au nord, par Střížovice, Únětice et Drahkov à l'est, par Letiny et Dolce au sud, et par Příchovice, Přeštice et Dolní Lukavice à l'ouest.

## Histoire
La première mention écrite de la localité date de 1379.

## Administration
La commune se compose de sept sections ou divisions cadastrales  :
- Háje u Vodokrt
- Knihy
- Libákovice
- Osek u Vodokrt
- Plevňov
- Řenče
- Vodokrty

## Galerie

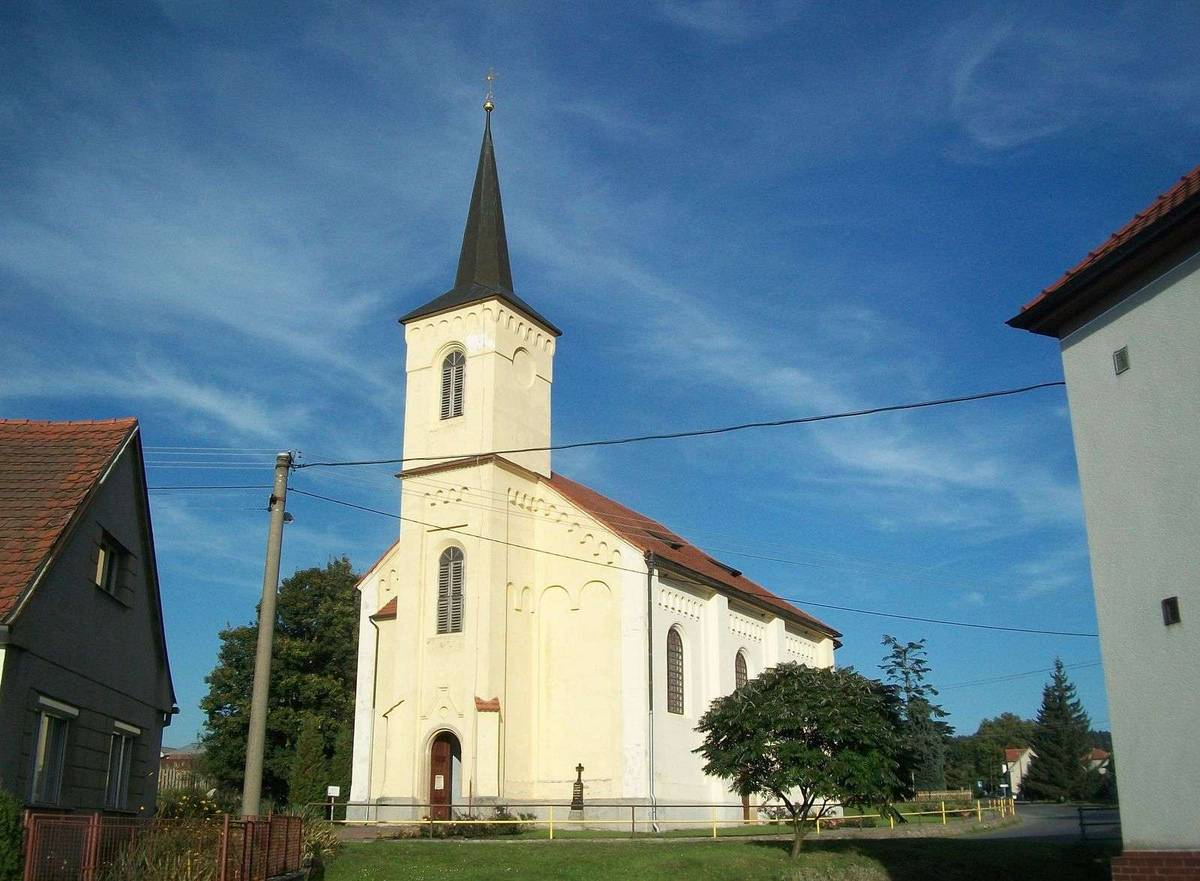
Église Saints-Cyrille-et-Méthode.
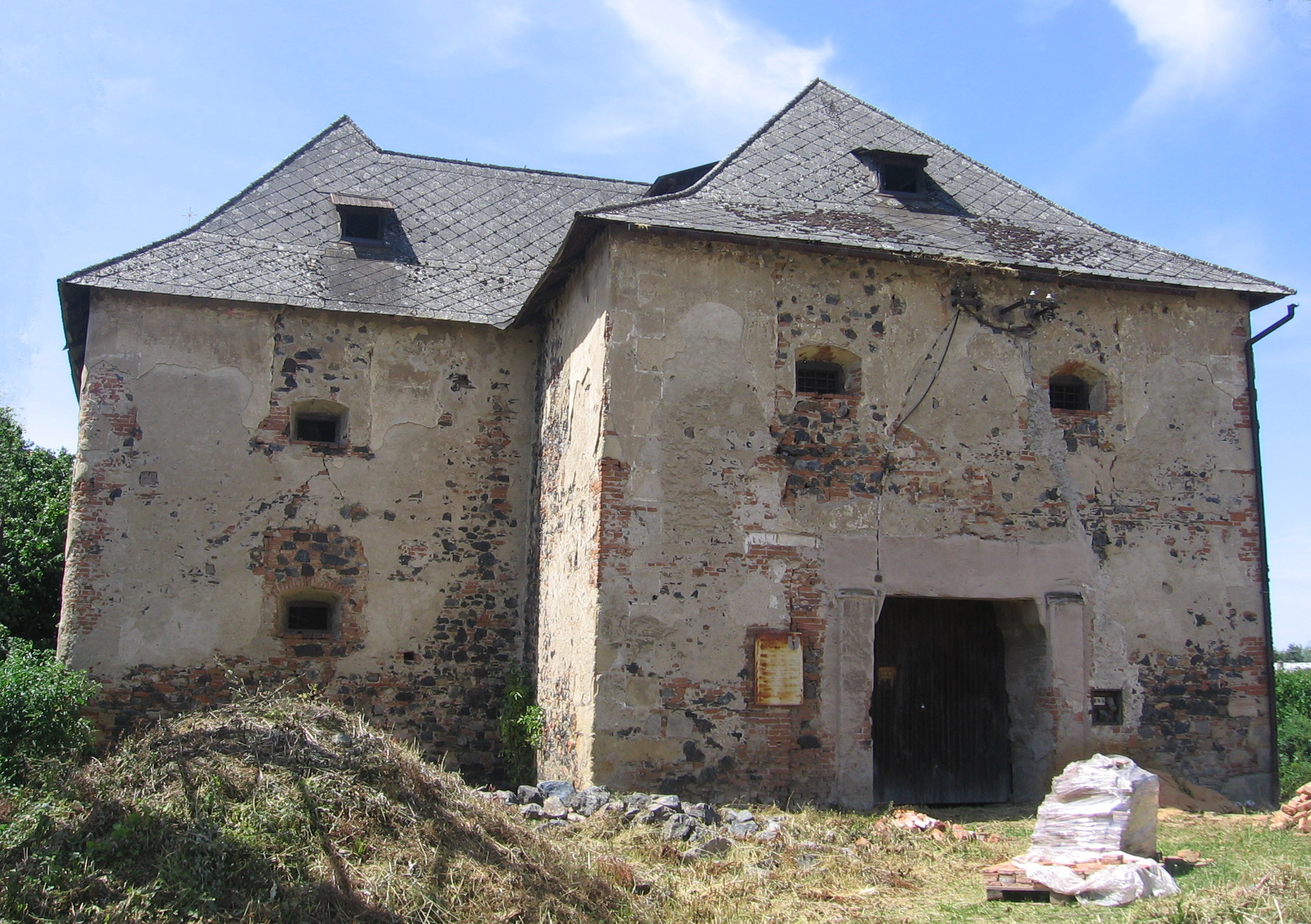
Ancienne forteresse.

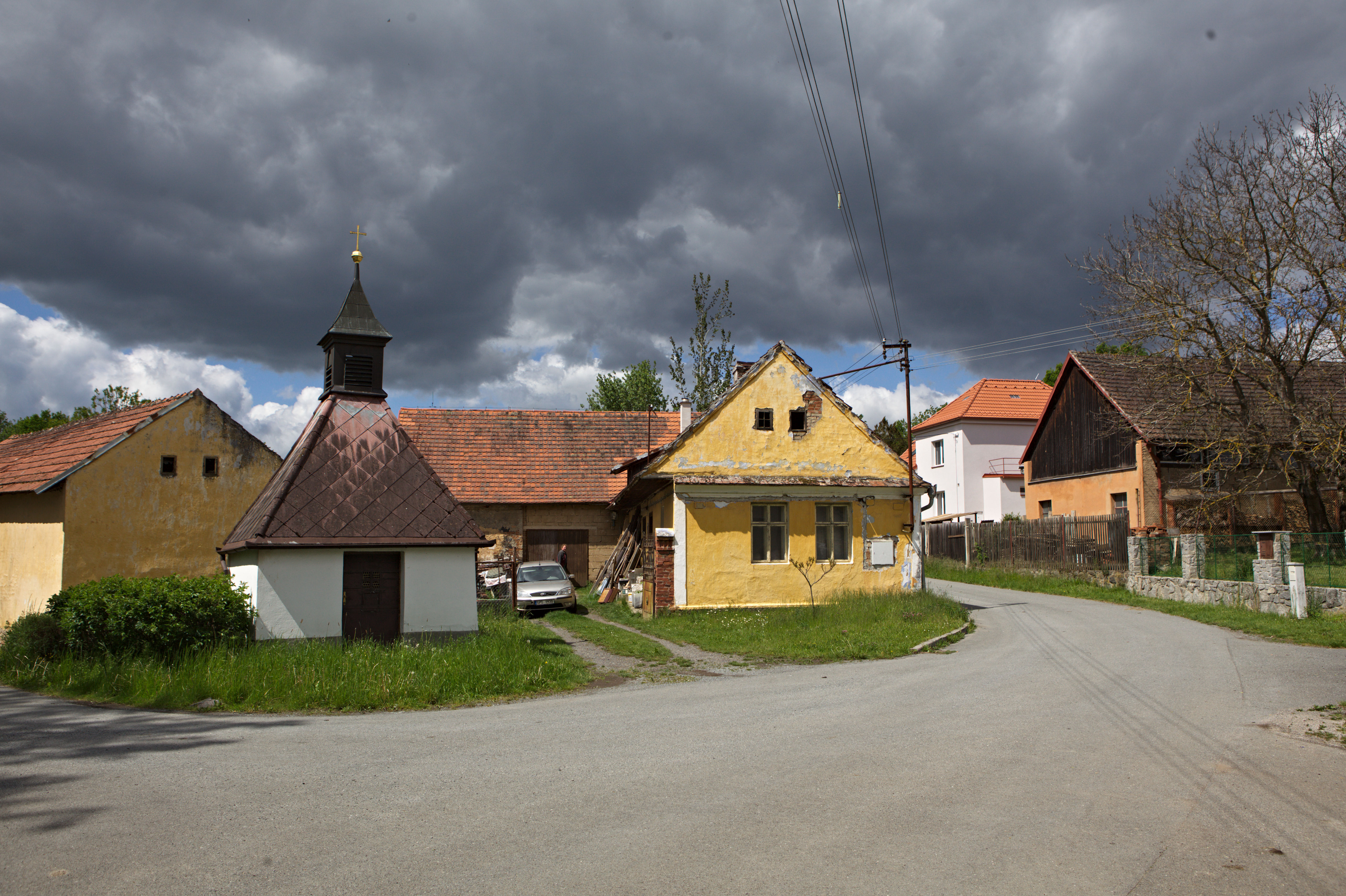
Knihy.
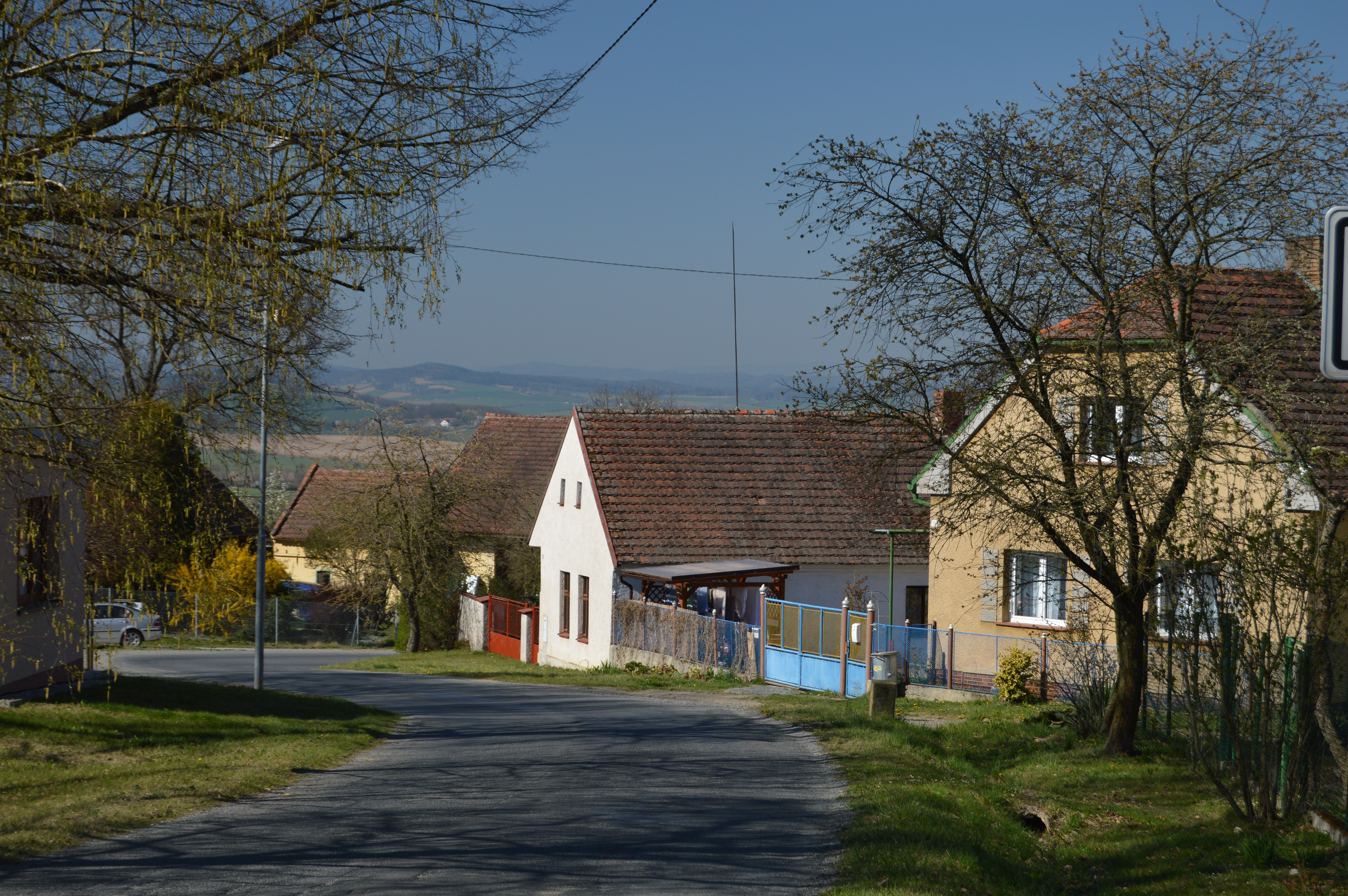
Plevnov.